# حمید سلطان
حمید سلطان (زاده پانزدهم اردیبهشت ۱۳۵۰) در تهران محله امیرآباد که بنام ایران نوین معروف بود به دنیا آمد. فرزند آخر خانواده بوده است. او هم‌اکنون در رشته بدنسازی فعالیت می‌کند و در همین زمینه تحصیلات دانشگاهی ورزشی را سپری نموده و مربی این رشته میباشد. همچنین مربی درجه یک از فدراسیون بدنسازی جمهوری اسلامی ایران میباشد.از سال ۱۳۷۱ به ورزش وزنه برداری قدرتی(پاورلیفتینگ)رو آورد و می‌توان او را یکی از بنیان گذاران این رشته در ایران نامید.سال ۲۰۰۰ به همراه اولین تیم ملی پاورلیفتینگ ایران به مسابقات آسیایی در کشور ازبکستان  اعزام شد.دراولین دوره مسابقات قوی ترین مردان ایران (مردان آهنین)سال ۱۳۷۷ که از شبکه سه سیماپخش گردید به مقام نایب قهرمانی دست یافت این مسابقه در استادیوم آزادی (پنج سالن )برگزار گردید.حمید سلطان در رشته ورزشی مچ اندازی نیز از صاحب نامان در ایران می باشد و دارای عناوین متعدد داخلی و خارجی میباشد.